# Grace Unplugged
Grace Unplugged è un film del 2013 diretto da Brad J. Silverman.